# Milou van der Heijden
Milou van der Heijden (* 18. Dezember 1990 in Veldhoven) ist eine ehemalige niederländische Squashspielerin.

## Karriere
Milou van der Heijden ist seit 2007 auf der PSA World Tour aktiv und gewann auf dieser zehn Titel bei insgesamt 19 Finalteilnahmen. Ihre beste Platzierung in der Weltrangliste erreichte sie mit Rang 29 im März 2019. Mit der niederländischen Nationalmannschaft nahm sie 2010, 2012 und 2016 an der Weltmeisterschaft teil. Auch bei Europameisterschaften gehörte sie mehrmals zum Kader.
Im Einzel scheiterte sie bei der Weltmeisterschaft bislang stets in der Qualifikation. Zwischen 2006 und 2010 nahm sie außerdem zweimal an der Europameisterschaft teil. 2006 scheiterte sie in der ersten Runde an Lucie Fialová und erreichte 2010 das Achtelfinale, in dem sie gegen Camille Serme ausschied. 2014 und 2015 wurde sie jeweils nach einem Finalsieg gegen Natalie Grinham niederländische Meisterin. Weitere Titel gewann sie von 2018 bis 2021. Sie spielte ab 2016 für den Paderborner SC. Im Juni 2022 beendete van der Heijden ihre Karriere.

## Erfolge
- Gewonnene PSA-Titel: 10
- Niederländische Meisterin: 6 Titel (2014, 2015, 2018–2021)